# .mh
A .mh a Marshall-szigetek internetes legfelső szintű tartomány kódja, melyet 1996-ban hoztak létre.